# Bundesverband Alphabetisierung und Grundbildung
Der Bundesverband Alphabetisierung und Grundbildung e. V. ist ein gemeinnütziger deutscher Verein, der Analphabeten im Erwachsenenalter dabei hilft, Lesen und Schreiben zu lernen, und durch Öffentlichkeitsarbeit versucht, der Forderung der Vereinten Nationen nach Grundbildung (im Rahmen der UN-Alphabetisierungsdekade 2003–2012) im deutschsprachigen Raum Nachdruck zu verleihen.
Er wurde 2006 als „Ort im Land der Ideen“ ausgezeichnet. Sitz des Vereins ist Münster (Westf.). Seit 2018 unterhält der Verein ein Hauptstadtbüro in Berlin.

## Profil
Der Bundesverband Alphabetisierung und Grundbildung ist eine bundesweite Fach-, Service- und Lobbyeinrichtung. 500 Personen oder Institutionen sind Mitglied in dem als gemeinnützig anerkannten Verband. Die Vereinsarbeit wird durch Mitgliedsbeiträge, Spenden sowie Verkaufserlöse finanziert.

## Geschichte
- 1984 Gründung des Vereins als Schreibwerkstatt für neue Leser und Schreiber e. V.
- 1997 Zusammenschluss mit der Bundesarbeitsgemeinschaft Alphabetisierung e. V. zum Bundesverband Alphabetisierung e. V.
- 2006 Umbenennung zum Bundesverband Alphabetisierung und Grundbildung e. V.

Die damalige Bundesministerin für Bildung und Forschung, Annette Schavan, hat Ende 2011 gemeinsam mit dem damaligen Präsidenten der Kultusministerkonferenz, Bernd Althusmann, die „Nationale Strategie für Alphabetisierung und Grundbildung Erwachsener in Deutschland“ ins Leben gerufen. Aktiv an der Umsetzung der nationalen Strategie beteiligt sich, neben anderen Partnern, auch der Bundesverband Alphabetisierung und Grundbildung. Im Jahr 2016 verkündete die damalige Bundesbildungsministerin Johanna Wanka die Überführung der „Nationalen Strategie“ in eine „Nationale Dekade für Alphabetisierung und Grundbildung Erwachsener in Deutschland 2016–2026“ (Kurzbezeichnung: AlphaDekade 2016–2026). Der Bund beabsichtigt im Zeitraum von 10 Jahren mindestens 180 Millionen Euro für die spürbare Reduzierung des funktionalen Analphabetismus in Deutschland zu investieren. Innerhalb der AlphaDekade ist der Bundesverband Alphabetisierung und Grundbildung e. V. gemeinsam mit anderen gesellschaftlichen Akteuren Partner von Bund und Ländern.

## Ziele
Auf seiner Homepage gibt der Bundesverband folgende Ziele an:
- Förderung des Lesens und Schreibens von Erwachsenen
- Optimierung des bestehenden Kursangebots für Lese- und Schreibunkundige
- Motivierung der Betroffenen zur Nutzung von Lernangeboten
- Unterstützung der Personen und Institutionen, die in der Alphabetisierungs- und Grundbildungsarbeit tätig sind
- Lobbyarbeit und Beratung für Lese- und Schreibunkundige
- Information der Öffentlichkeit über Ursachen, Hintergründe und Auswirkungen von funktionalem Analphabetismus
- Stärkung und Aktivierung von Betroffenen

## Auszeichnungen
- Telly Award USA für Kampagne „Schreib dich nicht ab. Lern lesen und schreiben!“
- GWA Effie in Bronze 1999 für Kampagne „Schreib dich nicht ab. Lern lesen und schreiben!“
- AusLese 2005 Kategorie „Medienpreise“ für Kampagne „Schreib dich nicht ab. Lern lesen und schreiben!“
- Golden Social-Effie 2005 für Kampagne "Schreib dich nicht ab. Lern lesen und schreiben!"
- Comenius-Medaille 2005 für Lernportal „www.ich-will-schreiben-lernen.de“
- Deutschland – Land der Ideen: Ausgewählter Ort 2006 und 2007